# Henri Lanctin
Henri Lanctin (1892-1986) est un pasteur protestant français né à Fontenay le 21 mars 1892. À l'âge de 16 ans, il émigra aux États-Unis où il obtint un emploi comme jardinier à Paterson au New Jersey. Après des études à l'Institut Feller au Québec, il devint pasteur à Lac Long au Québec puis à Connors au Nouveau-Brunswick, où il contracta la tuberculose en 1931. Ses médecins n'entrevoyaient pour lui aucun espoir de guérison. Toutefois, rétabli miraculeusement à la santé, Henri Lanctin fonda la Mission et la Librairie La Bonne Nouvelle en 1934 à Moncton. Malgré une opposition constante et parfois violente à l'égard de sa prédication, il a annoncé durant plus de 60 ans, le salut par grâce aux francophones du Canada particulièrement aux Acadiens. 
Le pasteur Henri Lanctin anima la toute première émission évangélique de langue française diffusée à la radio en Amérique du Nord et probablement dans le monde, à l'antenne de CKCW, à Moncton, le 17 novembre 1935. Il jeta aussi les bases de l'œuvre baptiste française au Nouveau-Brunswick, qui compte aujourd'hui huit Églises locales.
Le pasteur Henri Lanctin est décédé à Campbellton au Nouveau-Brunswick, le 26 février 1986, à l'âge de 93 ans.